# Ever Lasting Star - Ryeo Wook
SM TOWN의 소극장 콘서트 브랜드 〈THE AGIT〉의 일환으로 슈퍼주니어의 려욱의 단독 콘서트 테마이다.

## 일정
| 일정            | 도시 | 국가     | 장소           | 관객 수      |
| --------------- | ---- | -------- | -------------- | ------------ |
| 2016년 2월 19일 | 서울 | 대한민국 | SMTOWN THEATRE | 통산 4,800명 |
| 2016년 2월 20일 | 서울 | 대한민국 | SMTOWN THEATRE | 통산 4,800명 |
| 2016년 2월 21일 | 서울 | 대한민국 | SMTOWN THEATRE | 통산 4,800명 |
| 2016년 3월 11일 | 서울 | 대한민국 | SMTOWN THEATRE | 통산 4,800명 |
| 2016년 3월 12일 | 서울 | 대한민국 | SMTOWN THEATRE | 통산 4,800명 |
| 2016년 3월 13일 | 서울 | 대한민국 | SMTOWN THEATRE | 통산 4,800명 |

## 세트 리스트
- Concert Start -
- Problem[3]
- Foxy Girl

- Ment -
- 응결 (Coagulation)
- 도로시 (Dorothy)
- 첫 번째 이야기 (Love U More)

- VCR #1 -
- 슈퍼주니어 Medley

1. THIS IS LOVE
2. Sorry, Sorry
3. 너라고 (It's You)
4. 미인아 (BONAMANA)
5. Devil

- Ment -
- International Medley

1. 三日月[4]
2. 七里香[5]
3. มันคงเป็นความรัก
4. 命硬[6]
5. Bunga Terakhir[7]
6. Baby[8]

- 게스트 축하무대 -

- VCR #2 -
- 회차별 개별곡

1. 인형[9](2월 19일)
2. 내 눈물 모아[10](2월 20일)
3. 비가[11](2월 21일)
4. 시간을 거슬러[12](3월 11일)
5. 준비없는 이별[13](3월 12일)
6. I Love You[14](3월 13일)

- 사연 소개 -
- 회차별 개별곡

1. 나였으면[15](2월 19일)
2. 인연[16](2월 20일)
3. 그대가 보시기에[17](2월 21일)
4. 눈의 꽃[18](3월 11일)
5. 그대가 보시기에 (3월 12일)
6. 총 맞은 것처럼[19](3월 13일)

- Ment -
- 품 (POOM)
- Like a Star
- 알 수도 있는 사람 (People You May Know)

- Ment -
- 어린왕자 (The Little Prince)

- Encore VCR -
- 그대 (Hello)

- Ment - 
- 봄날 (One Fine Spring Day)

## 요일별 게스트
| 일정            | 게스트                         |
| --------------- | ------------------------------ |
| 2016년 2월 19일 | 엔 (빅스)                      |
| 2016년 2월 20일 | 서태훈, 김영희, 허안나, 홍현희 |
| 2016년 2월 21일 | 김태현 (딕펑스)                |
| 2016년 3월 11일 | 엔 (빅스)                      |
| 2016년 3월 12일 | 규현, 세븐틴 (승관, 도겸)      |
| 2016년 3월 13일 | 예성                           |